# Juan Antonio Ros
Juan Antonio Ros Martínez  (Cartagena, Región de Murcia, 15 de marzo de 1996) es un futbolista español que juega en la posición de centrocampista en el Tianjin Jinmen Tiger de la Superliga de China.

## Trayectoria

### Inicios
Nacido en la clínica de Cartagena, fue criado por sus padres en el pequeño pueblo pescador de Los Nietos. Se inició a los 6 años en el fútbol, en el club Los Belones en donde su propio padre ejercía como entrenador; tras eso ingresó en el F. C. Cartagena en donde realizó su segundo año de benjamín y dos años de alevín, su etapa como infantil la cumplió en la EF Torrepacheco, pero volvería al club cartagenero al año siguiente. Llegó a disputar la Liga Nacional con la escuadra juvenil en su último año en el club, consiguiendo el ascenso a la División de Honor a final de temporada.

### F. C. Barcelona
Durante el verano de 2013 diversos clubes mostraron interés por Ros, tales como R. C. D. Espanyol, Atlético de Madrid y Liverpool F. C., pero sería el F. C. Barcelona quien se quedara con el de Los Nietos. En su primera campaña participó poco, pero a medida que pasaba el tiempo fue mejorando su nivel y su potencial; con el equipo de Jordi Vinyals se logró alzar con el título de la División de Honor, además de la Liga Juvenil de la UEFA. Para la temporada siguiente, consiguió un mayor protagonismo siendo una pieza fundamental en el once titular; aunque los culés no lo podían demostrar en los resultados, quedando cuartos en el campeonato nacional.
Tras eso, en 2015 fue ascendido al Barça "B" con Gerard López a la cabeza, luego de haber descendido a Segunda B. Juan Antonio debutó el 22 de agosto como titular ante la U. E. Cornellà, encuentro que terminaría en derrota por 2-1 disputando los 90 minutos.
En la temporada 2020-21 firmó como jugador del Villarreal C. F. "B" de la Segunda División B. El 25 de junio de 2021 firmó por el Club Deportivo Lugo, con el que jugó 31 partidos en la Segunda División.
El 25 de julio de 2022 se oficializó su incorporación al Albacete Balompié por tres temporadas. Disputó 66 partidos con el conjunto manchego y cinco meses antes de quedar libre, en enero de 2025, llegó a un acuerdo para rescindir su contrato. Entonces se marchó a China para jugar en el Tianjin Jinmen Tiger.

## Selección nacional

### Selección de la Región de Murcia
Juan Antonio Ros destacó en el juvenil de Liga Nacional del Cartagena FC en la temporada 2012-13, en las categorías inferiores, siendo llamado al campeonato de España con la selección de la Región de Murcia de la categoría juvenil.

### Selección de España
En esa misma temporada fue convocado por la selección española sub-17 y debutó en un partido amistoso contra Italia en Florencia, saliendo al campo en el minuto 71 con el dorsal número 12.

## Estadísticas

### Clubes
| Club                             | Div.          | Temporada     | Liga  | Liga  | Copas nacionales | Copas nacionales | Internacional | Internacional | Total | Total |
| Club                             | Div.          | Temporada     | Part. | Goles | Part.            | Goles            | Part.         | Goles         | Part. | Goles |
| -------------------------------- | ------------- | ------------- | ----- | ----- | ---------------- | ---------------- | ------------- | ------------- | ----- | ----- |
| F. C. Barcelona "B" · España     | 2.ª B         | 2015-16       | 28    | 1     | —                | —                | —             | —             | 28    | 1     |
| F. C. Barcelona "B" · España     | Total club    | Total club    | 28    | 1     | —                | —                | —             | —             | 28    | 1     |
| R. C. Celta de Vigo "B" · España | 2.ª B         | 2016-17       | 8     | 0     | —                | —                | —             | —             | 8     | 0     |
| F. C. Cartagena · España         | 2.ª B         | 2016-17       | 5     | 0     | —                | —                | —             | —             | 5     | 0     |
| F. C. Cartagena · España         | Total club    | Total club    | 5     | 0     | —                | —                | —             | —             | 5     | 0     |
| R. C. Celta de Vigo "B" · España | 2.ª B         | 2017-18       | 34    | 1     | —                | —                | —             | —             | 34    | 1     |
| R. C. Celta de Vigo "B" · España | 2.ª B         | 2018-19       | 39    | 0     | —                | —                | —             | —             | 39    | 0     |
| R. C. Celta de Vigo "B" · España | 2.ª B         | 2019-20       | 22    | 0     | —                | —                | —             | —             | 22    | 0     |
| R. C. Celta de Vigo "B" · España | Total club    | Total club    | 103   | 1     | —                | —                | —             | —             | 103   | 1     |
| Villarreal C. F. "B" · España    | 2.ª B         | 2020-21       | 19    | 0     | —                | —                | —             | —             | 19    | 0     |
| Villarreal C. F. "B" · España    | Total club    | Total club    | 19    | 0     | —                | —                | —             | —             | 19    | 0     |
| C. D. Lugo · España              | 2.ª           | 2021-22       | 31    | 1     | 0                | 0                | —             | —             | 31    | 1     |
| C. D. Lugo · España              | Total club    | Total club    | 31    | 1     | 0                | 0                | —             | —             | 31    | 1     |
| Albacete Balompié · España       | 2.ª           | 2022-23       | 25    | 0     | 1                | 0                | —             | —             | 26    | 0     |
| Albacete Balompié · España       | 2.ª           | 2023-24       | 22    | 1     | 1                | 0                | —             | —             | 23    | 1     |
| Albacete Balompié · España       | 2.ª           | 2024-25       | 16    | 0     | 1                | 0                | ―             | ―             | 17    | 0     |
| Albacete Balompié · España       | Total club    | Total club    | 63    | 1     | 3                | 0                | —             | —             | 66    | 1     |
| Tianjin Jinmen Tiger China       | 1.ª           | 2024-25       | 0     | 0     | 0                | 0                | ―             | ―             | 0     | 0     |
| Tianjin Jinmen Tiger China       | Total club    | Total club    | 0     | 0     | 0                | 0                | —             | —             | 0     | 0     |
| Total carrera                    | Total carrera | Total carrera | 249   | 4     | 3                | 0                | —             | —             | 252   | 4     |

Fuente: BDFutbol

## Palmarés

### Títulos nacionales
| Título                    | Club                        | País   | Año  |
| ------------------------- | --------------------------- | ------ | ---- |
| División de Honor Juvenil | F. C. Barcelona Juvenil "A" | España | 2014 |

### Títulos internacionales
| Título                  | Club                        | Sede  | Año  |
| ----------------------- | --------------------------- | ----- | ---- |
| Liga Juvenil de la UEFA | F. C. Barcelona Juvenil "A" | Suiza | 2014 |